# Französischer Dom

Ansicht des Französischen Doms vom Gendarmenmarkt

Der Französische Dom am Gendarmenmarkt im Berliner Ortsteil Mitte ist ein Kuppelturm, der in den Jahren 1780–1785 an die Französische Friedrichstadtkirche angebaut wurde. Er wurde im Auftrag des preußischen Königs Friedrich II. von Carl von Gontard im Stil des Barock errichtet und liegt gegenüber dem Deutschen Dom. Seit 1935 beheimatet er das Hugenottenmuseum. Nach Beschädigung im Zweiten Weltkrieg wurde das Baudenkmal 1978–1983 außen originalgetreu und innen modern wiederaufgebaut.

## Begriffsherkunft
Die Französische Friedrichstadtkirche war 1701–1705 für reformierte Glaubensflüchtlinge aus Frankreich, die Hugenotten, errichtet worden. Häufig werden diese Kirche und ihr Kuppelturm  als Französischer Dom bezeichnet. Die Bezeichnung Dom für den 1780–1785 errichteten Turm, der keine geistliche Funktion hat, bezeichnet in diesem Fall keine Bischofskirche, sondern kommt von dem französischen Wort ‚dôme‘, was Kuppel bedeutet. Ebenso verhält es sich mit dem Deutschen Dom auf der Südseite des Gendarmenmarkts, wo das Kirchengebäude seinerzeit als Simultaneum für die Lutheraner und die deutschsprachigen Reformierten der Friedrichstadt als Neue Kirche erbaut und 1780–1785 ebenfalls mit einem Kuppelturm versehen wurde.

## Geschichte
Beide Kirchen ließ König Friedrich II. im Zuge der 1773 begonnenen Umgestaltung des Gendarmenmarktes zu einem repräsentativen Platz durch zwei symmetrische, funktionslose Türme zugunsten der Prachtentfaltung und der städtebaulichen Wirkung ergänzen. Vorbild für die Kuppeltürme auf dem Gendarmenmarkt waren die überkuppelten Kirchen an der Piazza del Popolo in Rom, aber auch die Themse-Ansicht des Baukomplexes von Greenwich Hospital in London von Christopher Wren. Die Gestaltung der Kuppeltürme selbst steht in der Tradition des Palladianismus und rezipiert zudem die damals im Bau befindliche Kirche Sainte-Geneviève in Paris, das heutige Panthéon, von Jacques-Germain Soufflot. Baumeister des Turmes waren Carl von Gontard und Georg Christian Unger.
Dem Bau des Französischen Doms musste der Friedhof der Hugenottengemeinde weichen, die dafür ein unentgeltliches Nutzungsrecht für alle Zeiten für den heute der Stadt Berlin gehörenden Turm erhielt. Im 19. Jahrhundert war in diesem Turm außer den Wohnungen des Küsters und des Kirchendieners die Französische Domschule Berlin untergebracht: an der Nordseite eine Knaben-, an der Südseite eine Mädchenschule mit je sechs Klassenzimmern und der Wohnung des Vorstehers. Der in den Jahren 1929/1930 innen ausgebaute Turm beherbergte seither in der mittleren Rotunde den Erman-Saal und ab 1935, mit Unterbrechung in der Kriegszeit, das zur 250-Jahr-Feier des Edikts von Potsdam eingerichtete Hugenottenmuseum.
Im Zweiten Weltkrieg verbrannten bei alliierten Luftangriffen am 7. Mai 1944 das Kirchenschiff und am 24. Mai 1944 die Turmkuppel. Die darunter liegenden Geschosse blieben wegen der 1930 eingezogenen Betondecke vom Feuer verschont. Die Gottesdienste der französisch-reformierten Gemeinde fanden von 1944 bis 1982 im zur Kirche umgestalteten Erman-Saal statt. Die geretteten Bestände des Hugenottenmuseums konnten wieder ausgestellt werden, auch die wertvolle Bibliothek war erhalten geblieben.
Während in den Jahren 1978 bis 1985 die Kirche mithilfe eines der Kirchenbauprogramme in der DDR wiederaufgebaut wurde, begann 1981 auch die Rekonstruktion der Kuppel. Sie war verbunden mit dem Einbau einer Treppe im Turm anstelle des Erman-Saals zum nun öffentlichen Kuppelumgang. Das 1981 geschlossene Hugenottenmuseum war von 1983 bis 1987 im neu eingebauten Erdgeschoss der französischen Kirche untergebracht. Anlässlich der 750-Jahr-Feier Berlins konnte am 9. August 1987 der Turm mit Aussichts-Balustrade in 40 Metern Höhe, Restaurant in der vierten Ebene, Glockenspiel mit 60 Glocken und Hugenottenmuseum der Öffentlichkeit übergeben werden. Den Erman-Saal ersetzte der Sauermann-Salon.
Im Jahr 1998 schloss das Restaurant im Turm. Von 2004 bis 2006 wurde die Fassade des Doms für sechs Millionen Euro saniert und auch 18 der 60 Bronzeglocken repariert oder neu gegossen. Am 25. August 2006 bezeugte ein Glockenspiel das Ende der Sanierungs- und Reparaturarbeiten.

## Glockenspiel
Der Kuppelturm erhielt 1987 ein Glockenspiel. Das Instrument besteht aus 60 Glocken, hat einen Umfang von fünf Oktaven und ein Gesamtgewicht von 29 Tonnen. Die Glocken gossen Apoldas letzte Glockengießermeister Franz Peter Schilling und Margarete Schilling. Die tontiefste Glocke hat den Schlagton giso und wiegt 5700 kg. Die kleinste Glocke mit dem Schlagton gis5 wiegt 14 kg.
Das von Martin-Christian Schmidt initiierte und zuerst gespielte Glockenspiel im Französischen Dom ist das zweitgrößte der Stadt, weil 1987, ebenfalls aus Anlass der 750-Jahr-Feier Berlins, im Tiergarten ein Glockenspiel mit 68 Glocken errichtet worden war.
Bei der Erneuerung der Technik des Glockenspiels im Jahr 2006 wurden u. a. ein Teil der Schlaghämmer ausgetauscht und eine Verstärker- und Lautsprecheranlage installiert.

## Galerie

Blick vom Deutschen zum Französischen Dom, Oktober 1951
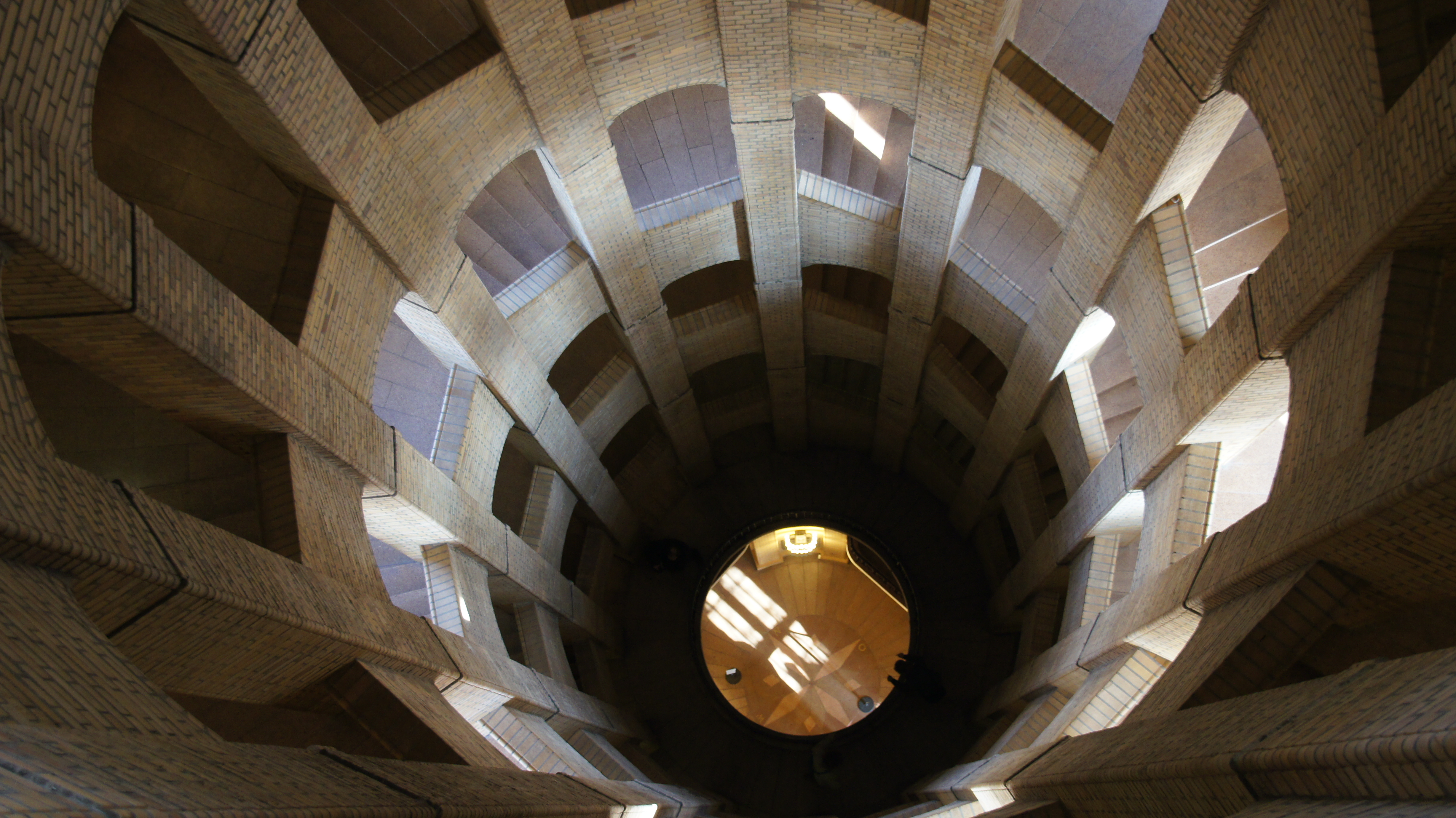
Französischer Dom – Turminneres
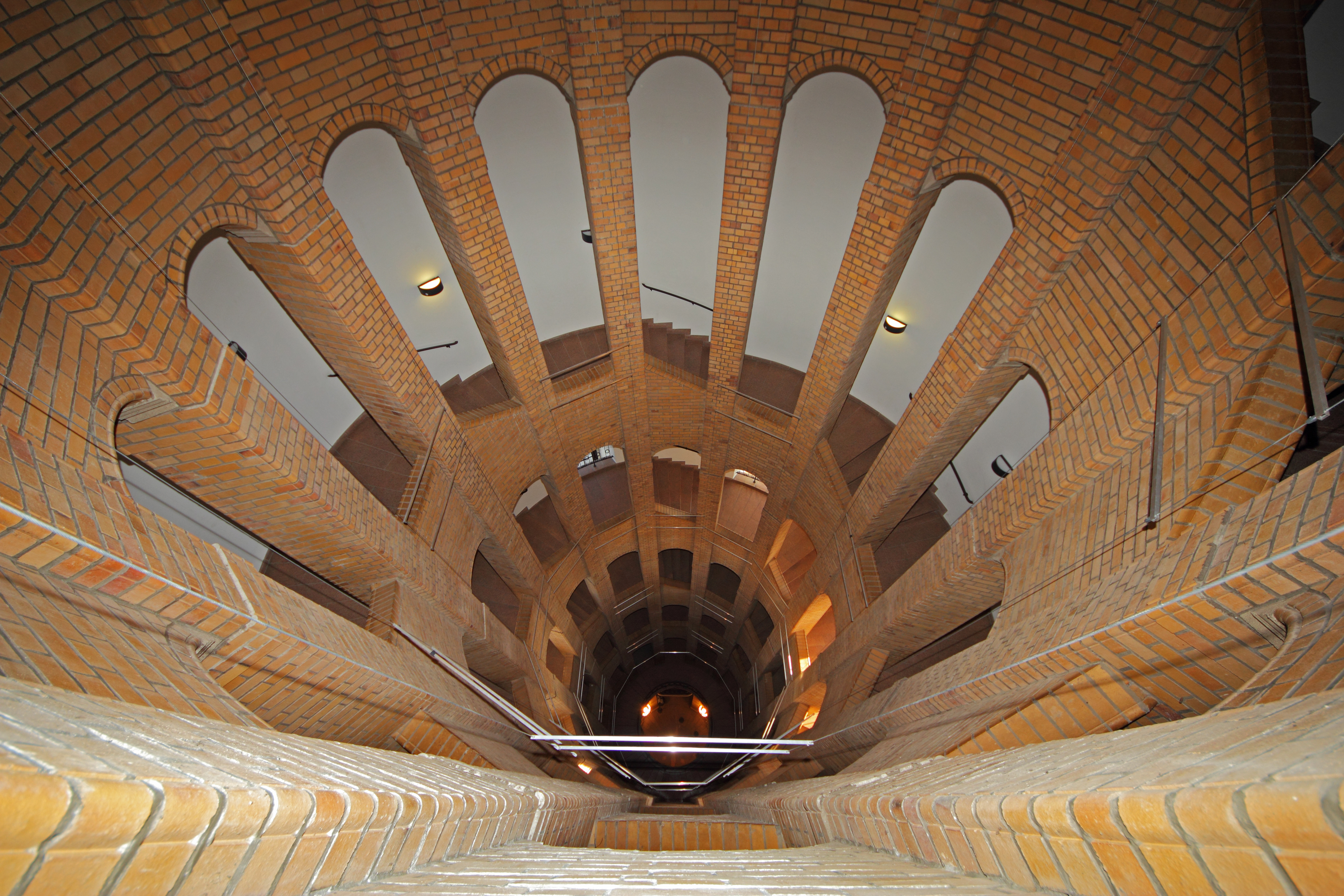
Im Inneren des Glockenturms
Beleuchtung bei Nacht
Französischer Dom beim Festival of Lights, 2011
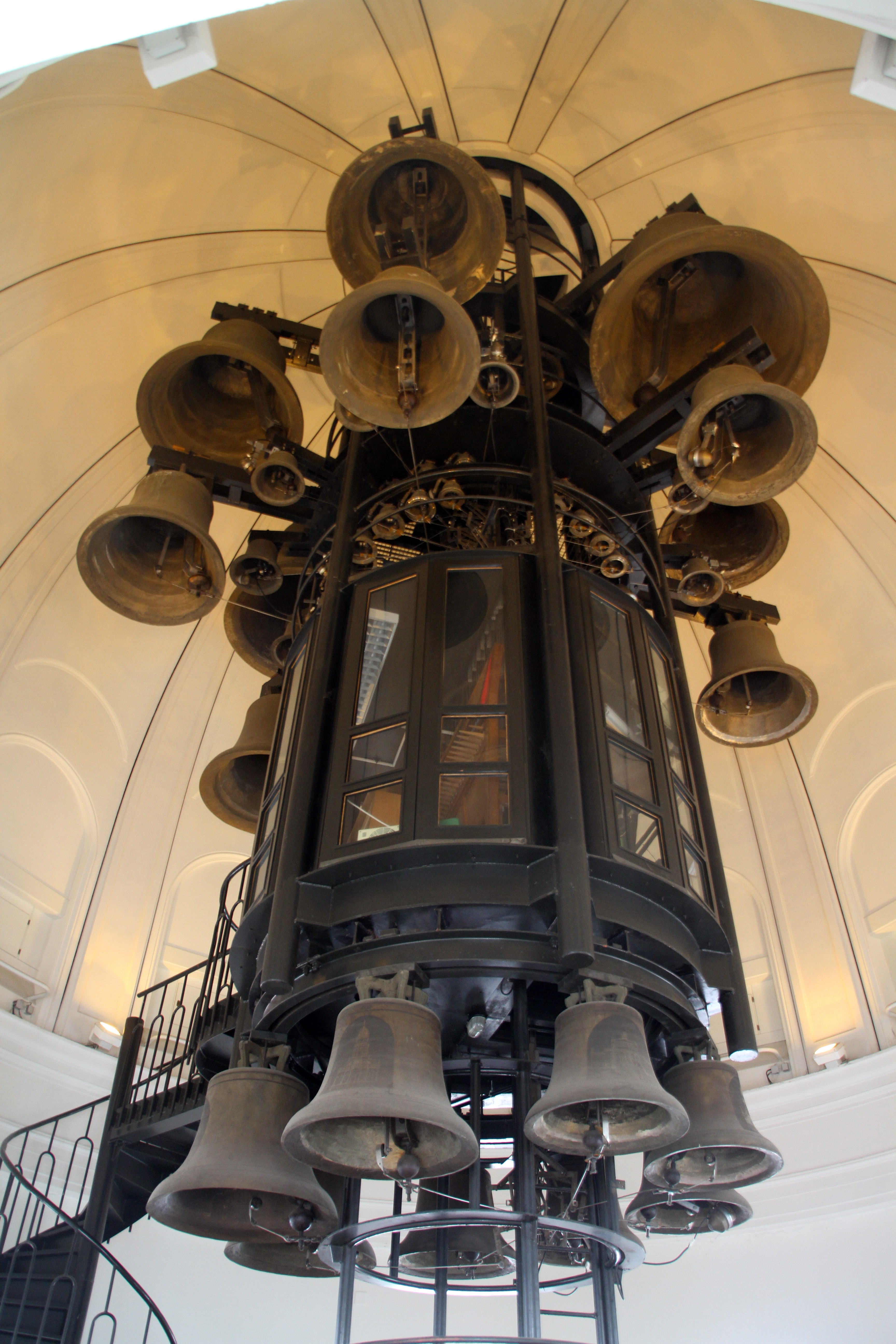
Glockenspiel im Französischen Dom
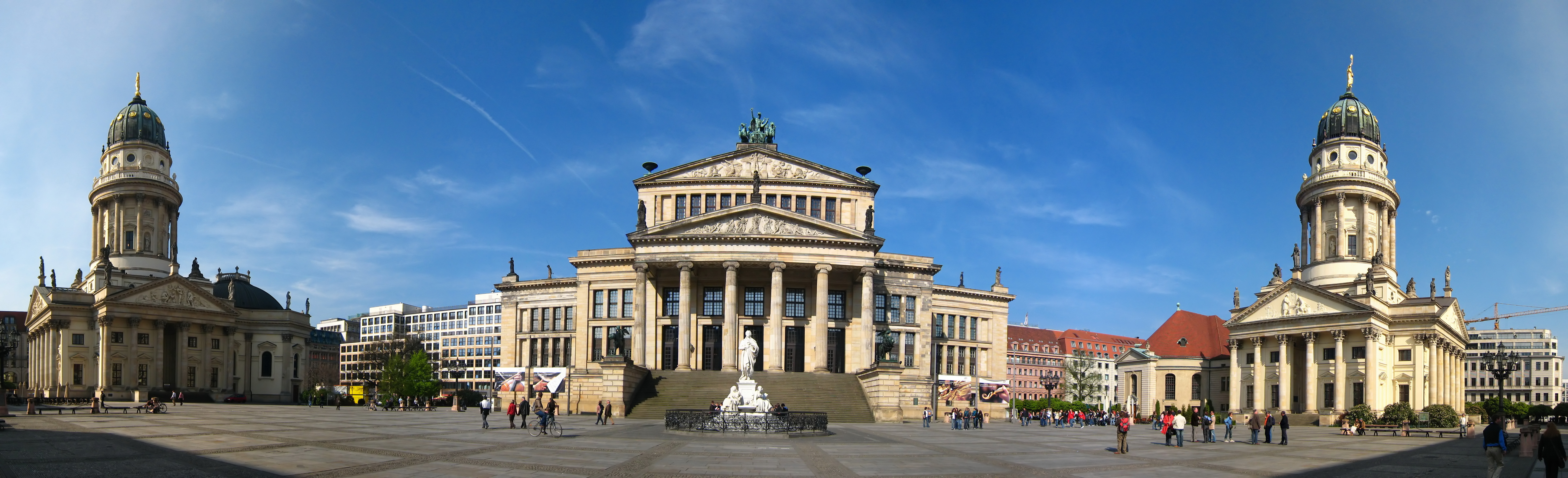
Panorama des Gendarmenmarkts, in der Mitte das Schauspiel- oder Konzerthaus, links der Deutsche und rechts der Französische Dom, 2008